# Ruwenzoria
Ruwenzoria es un género de insecto coleóptero de la familia Chrysomelidae.

## Especies
Las especies de este género son:
- Ruwenzoria soror Weise, 1927
- Ruwenzoria viridis (Laboissiere, 1919)